# Crespi d’Adda
Crespi d'Adda – fabryka włókiennicza i osada robotnicza nad rzeką Adda. Znajduje się w gminie Capriate San Gervasio we włoskiej prowincji Bergamo (Lombardia). Crespi d'Adda, której budowę ukończono pod koniec lat dwudziestych XX wieku jako modelowe osiedle robotnicze, pozostała praktycznie niezmieniona do dzisiaj.
Crespi d’Adda jest uważana za klejnot architektury przemysłowej. Od jej założenia w 1878 r. Cristoforo Benigno Crespi, członek dynastii farbiarskiej z Busto Arsizio (położonego około 100 km na zachód), a następnie jego syn Silvio Benigno Crespi produkował tutaj wyroby z bawełny. Dostępność taniej energii wodnej była decydująca dla wyboru lokalizacji miejscowości. Crespi d'Adda wybudowano zgodnie z ideą angielskiego miasta-ogrodu i inspiracji przykładami podobnych miejscowości z Niemiec i Francji. Powstało modelowe osiedle z fabryką, zabudową mieszkalną, infrastrukturą, w tym zaopatrzeniem w ciepłą wodę, szkołą, lecznicą, pralnią i kościołem. W 1995 r. miejscowość została wpisana na listę światowego dziedzictwa UNESCO.

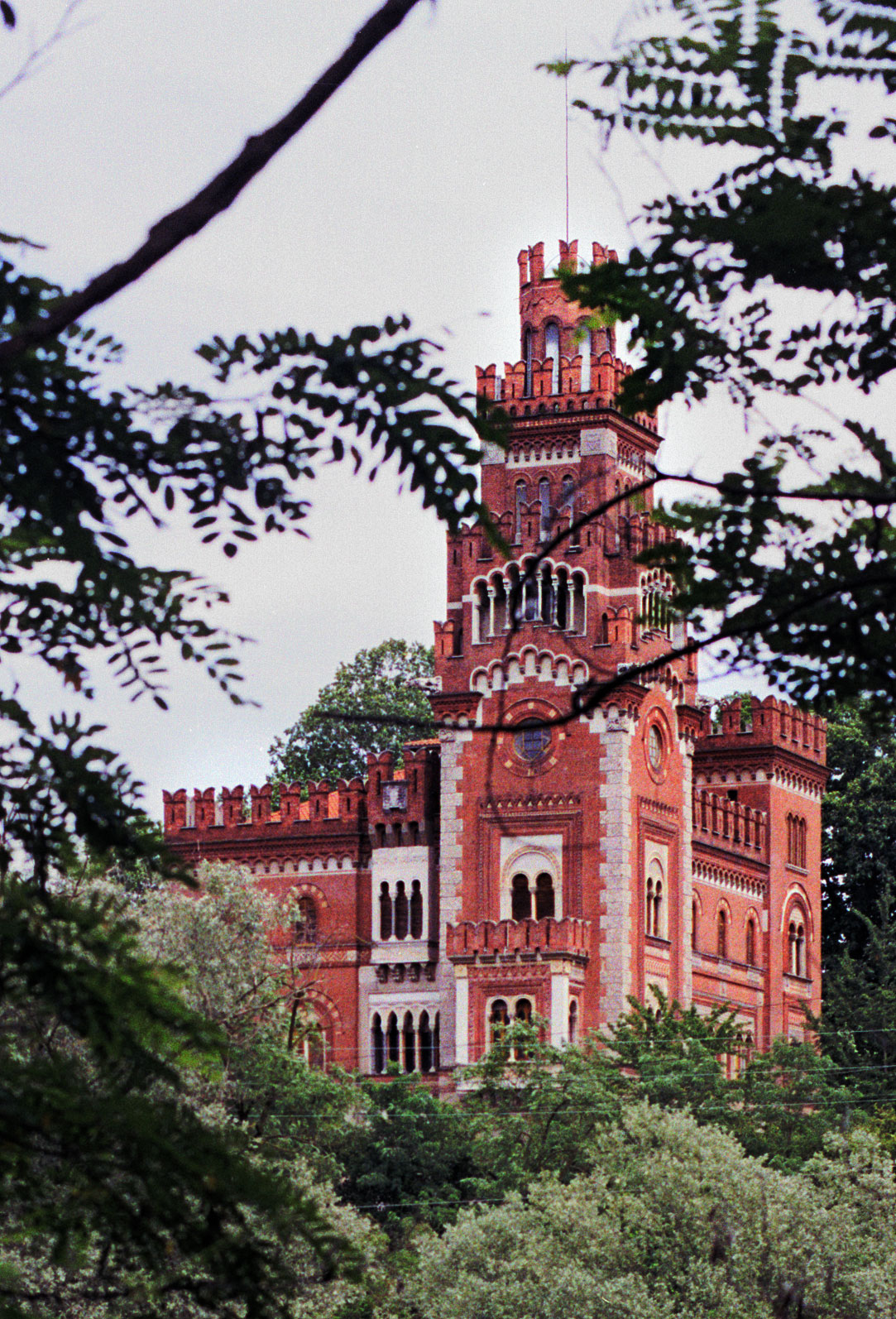
Pałac rodziny Crespi
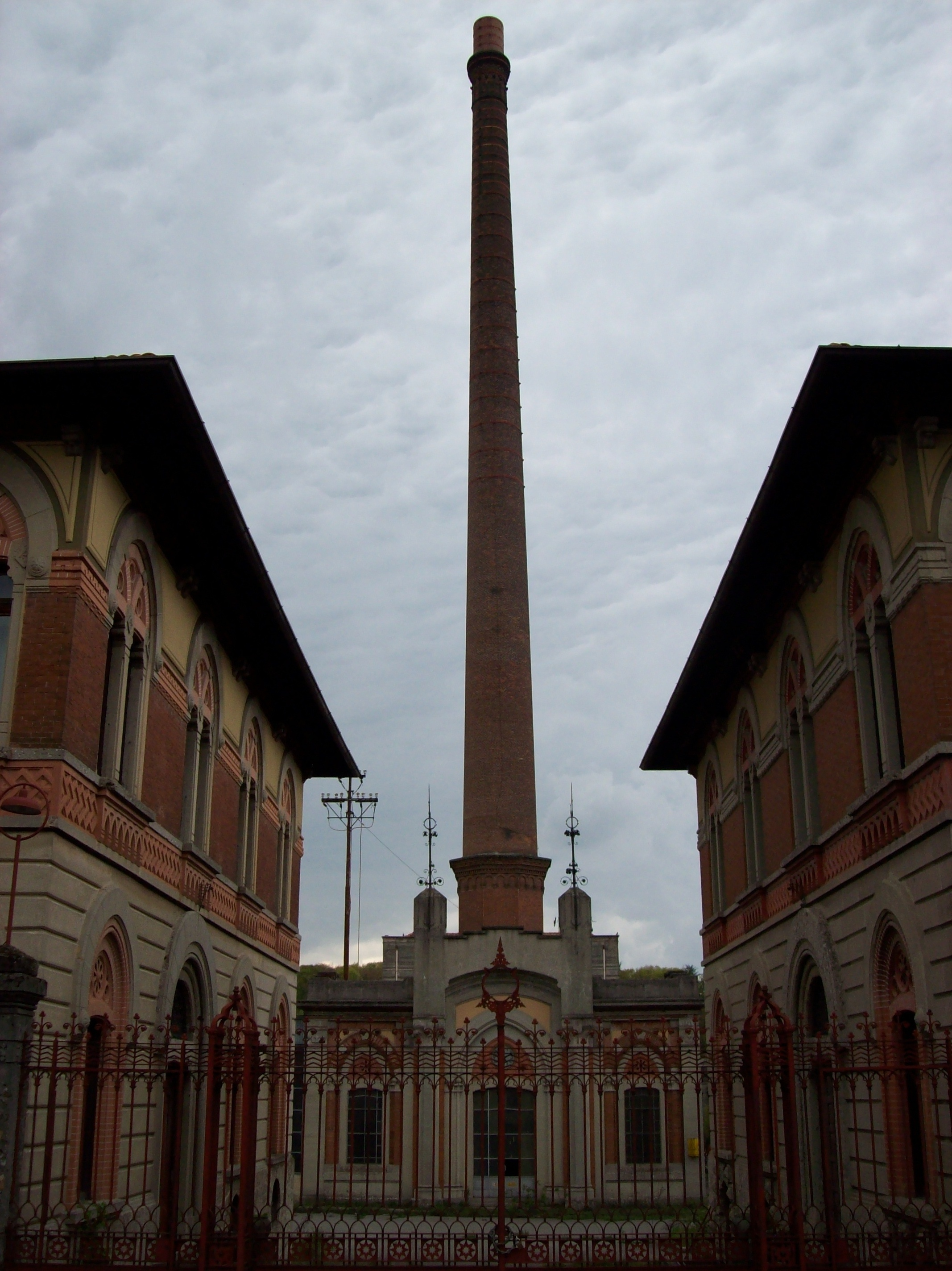
Wejście do fabryki
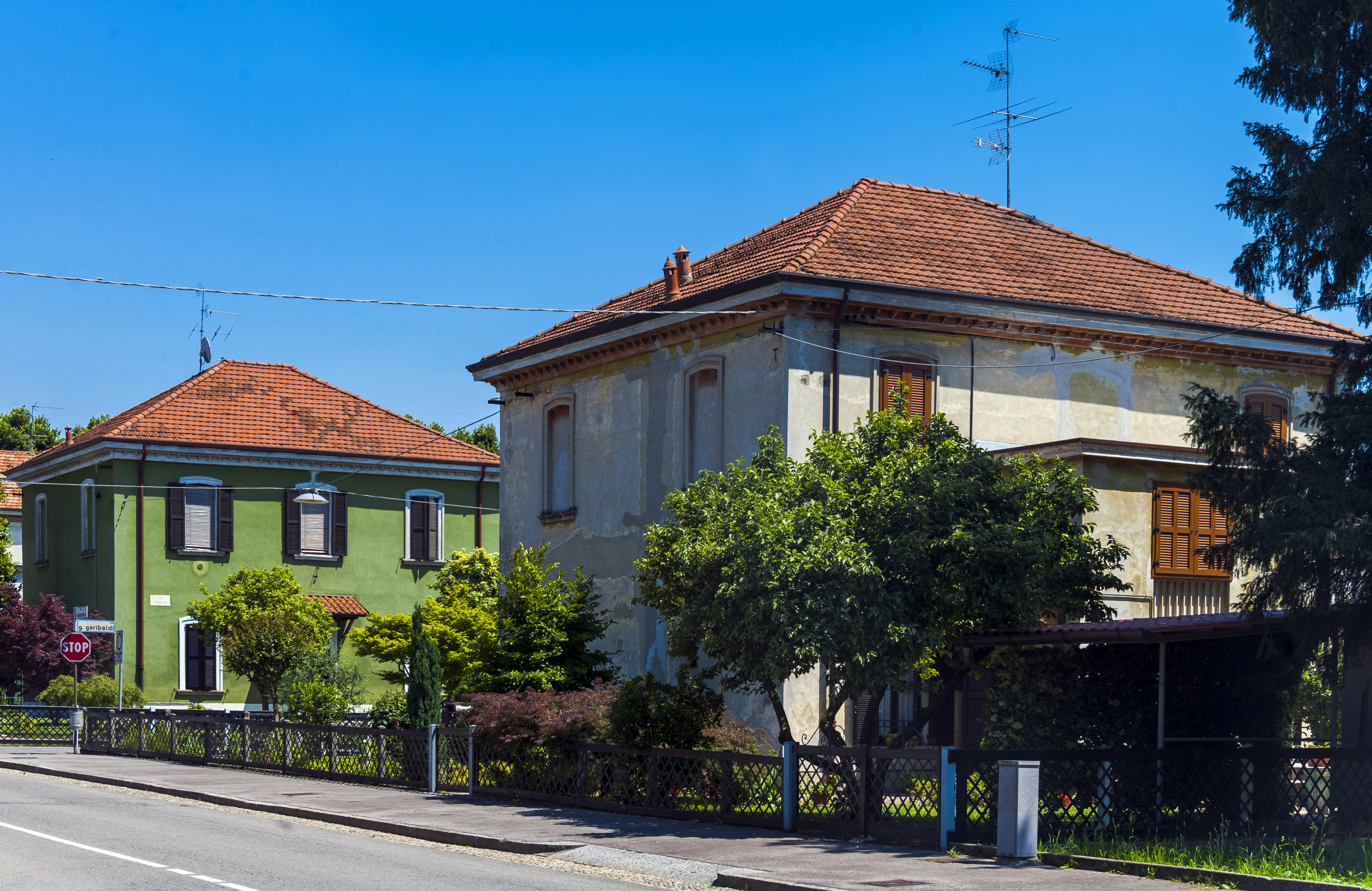
Domy robotników
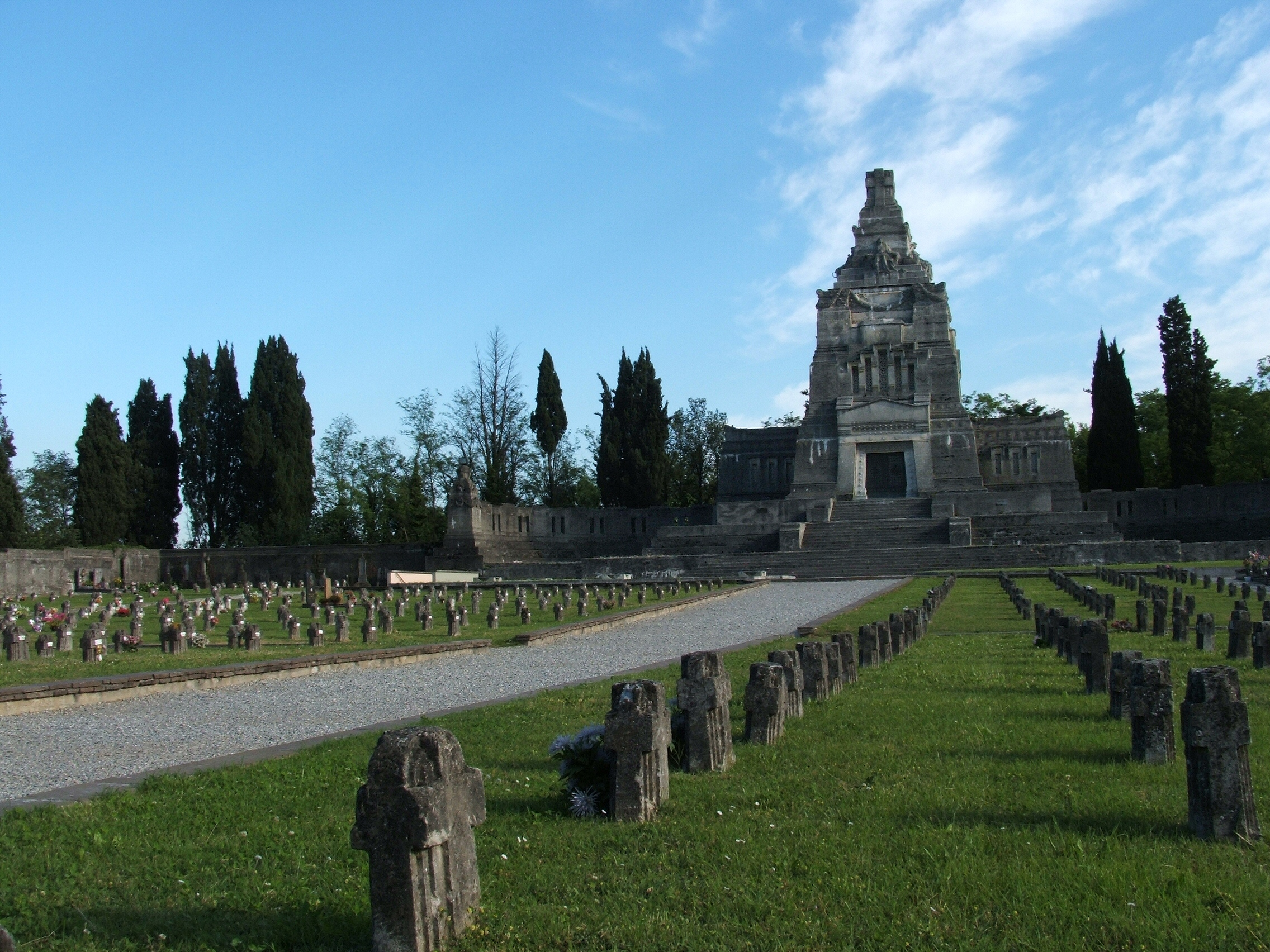
Cmentarz z mauzoleum rodziny Crespi
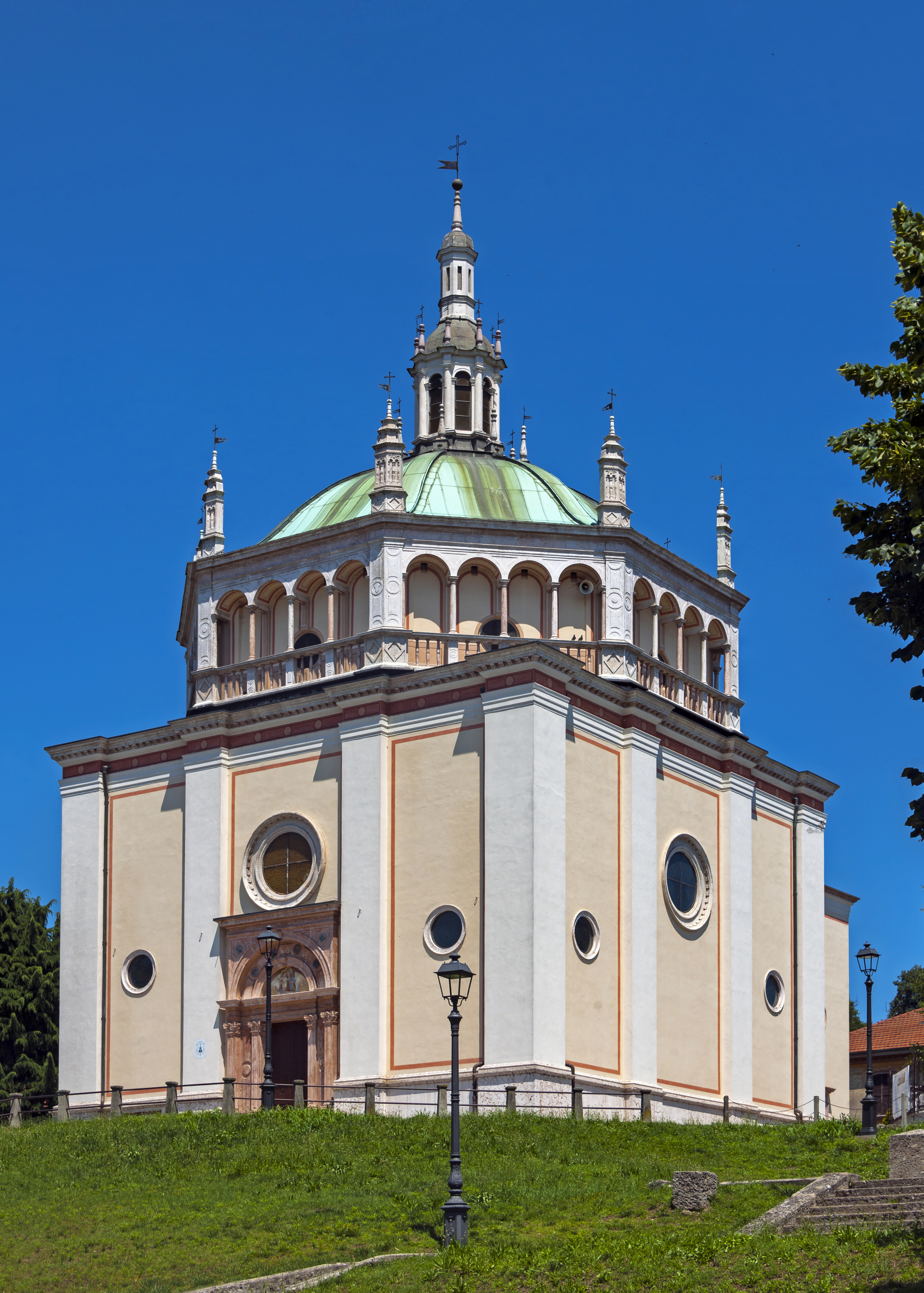
Kościół